# Siniscola
Siniscola (tiếng Sardegna: Thiniscòle) là một đô thị ở tỉnh Nuoro ở vùng Sardinia của Italia, tọa lạc cách khoảng 160 km về phía đông bắc của Cagliari và cách khoảng 45 km về phía đông bắc của Nuoro. 
Siniscola giáp các đô thị: Irgoli, Lodè, Lula, Onifai, Orosei, Posada, Torpè.